# Torre Saracena
Torre Saracena is een plaats (frazione) in de Italiaanse gemeente Melendugno.